# Cabariot
Cabariot est une commune du Sud-Ouest de la France, située dans le département de la Charente-Maritime (région Nouvelle-Aquitaine).
Ses habitants sont appelés les Cabariotais et les Cabariotaises.

## Géographie

### Localisation et accès
Cabariot est une commune rurale située entièrement sur la rive droite de la Charente, en amont de Tonnay-Charente.
Sur un plan plus général, la commune de Cabariot est située dans la partie Sud-Ouest de la France, au centre de la côte atlantique dont elle est distante d'une quinzaine de kilomètres à vol d'oiseau, faisant partie du « Midi atlantique ».

### Cadre géographique
La commune a la particularité d'occuper un lieu de confluence où la Boutonne mêle ses eaux avec le fleuve Charente au site de Carillon. La Boutonne est le principal affluent  rive droite de la Charente. Elle est traversée par un pont qui permet à la route départementale 124 de franchir la rivière, tout près de son confluent avec le fleuve.

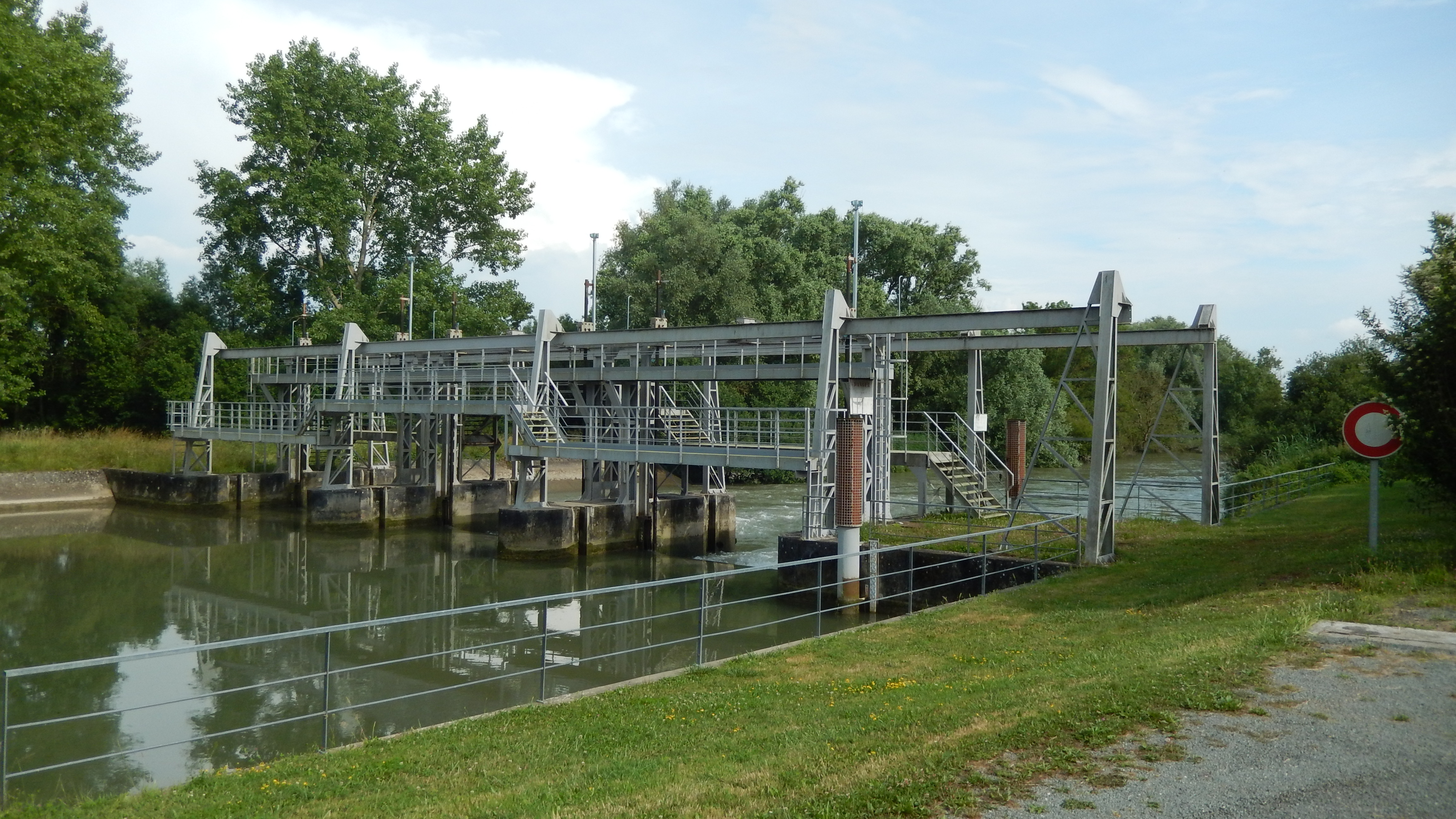
Le barrage de Carillon.

Le barrage de Carillon à travées mobiles est situé sur la Boutonne à environ 800 m de son confluent et permet de réguler son débit dans la dernière partie de son cours qui subit les marées remontant la Charente. Les deux cours d'eau y sont navigables, dont la partie aval de la Boutonne uniquement à marée haute depuis le barrage de Carillon jusqu'au lieu de confluence. 

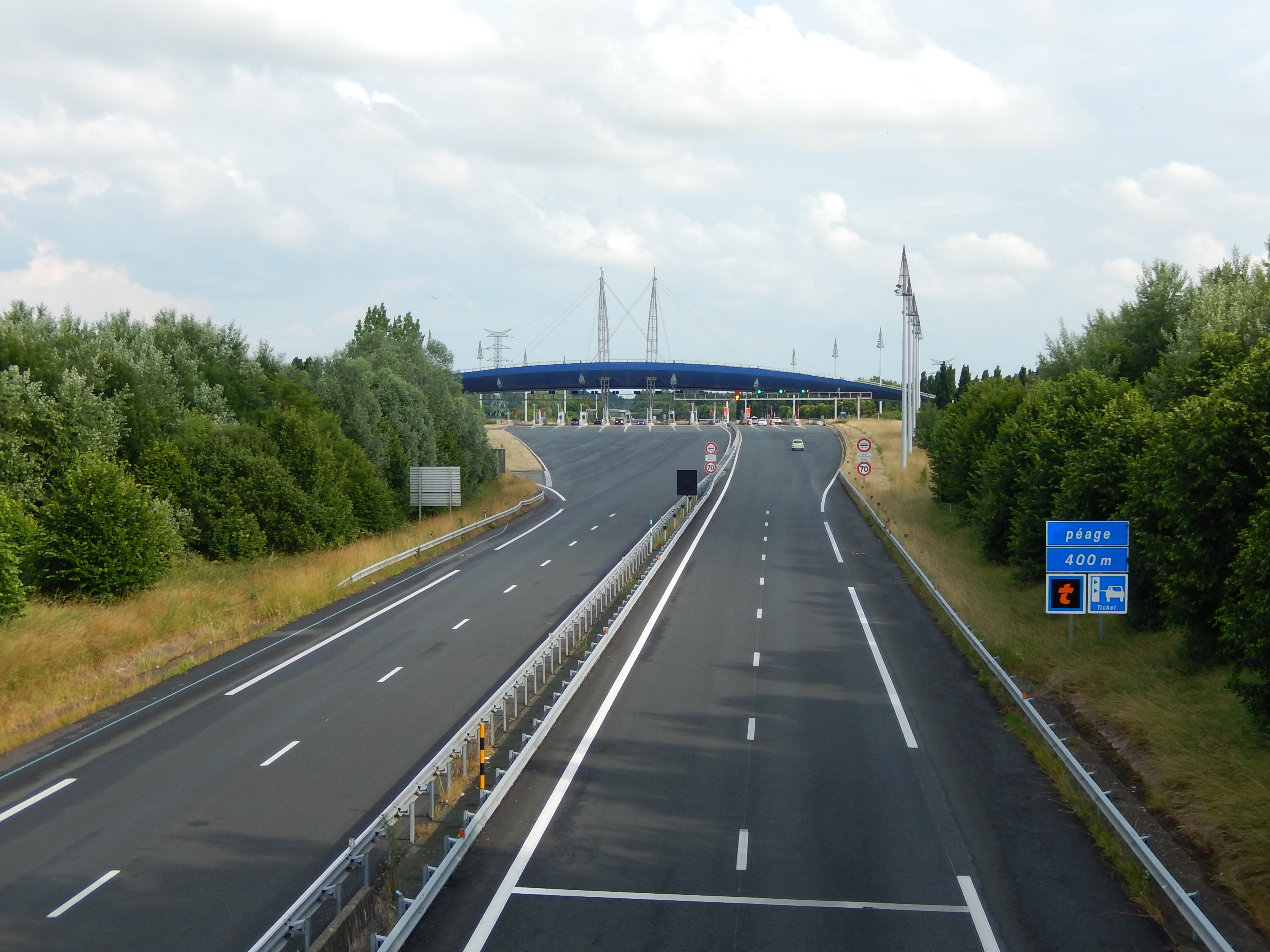
L'autoroute A837 et la barrière de péage à Cabariot.

Outre sa vocation agricole, Cabariot est un lieu de passage important puisque la commune est traversée à la fois par la RD 137 (ex RN 137), l'autoroute A837, dite des Oiseaux, dont la gare de péage située sur la commune est représentée sur le logo du village et également par la voie ferrée de la ligne Nantes-Bordeaux.

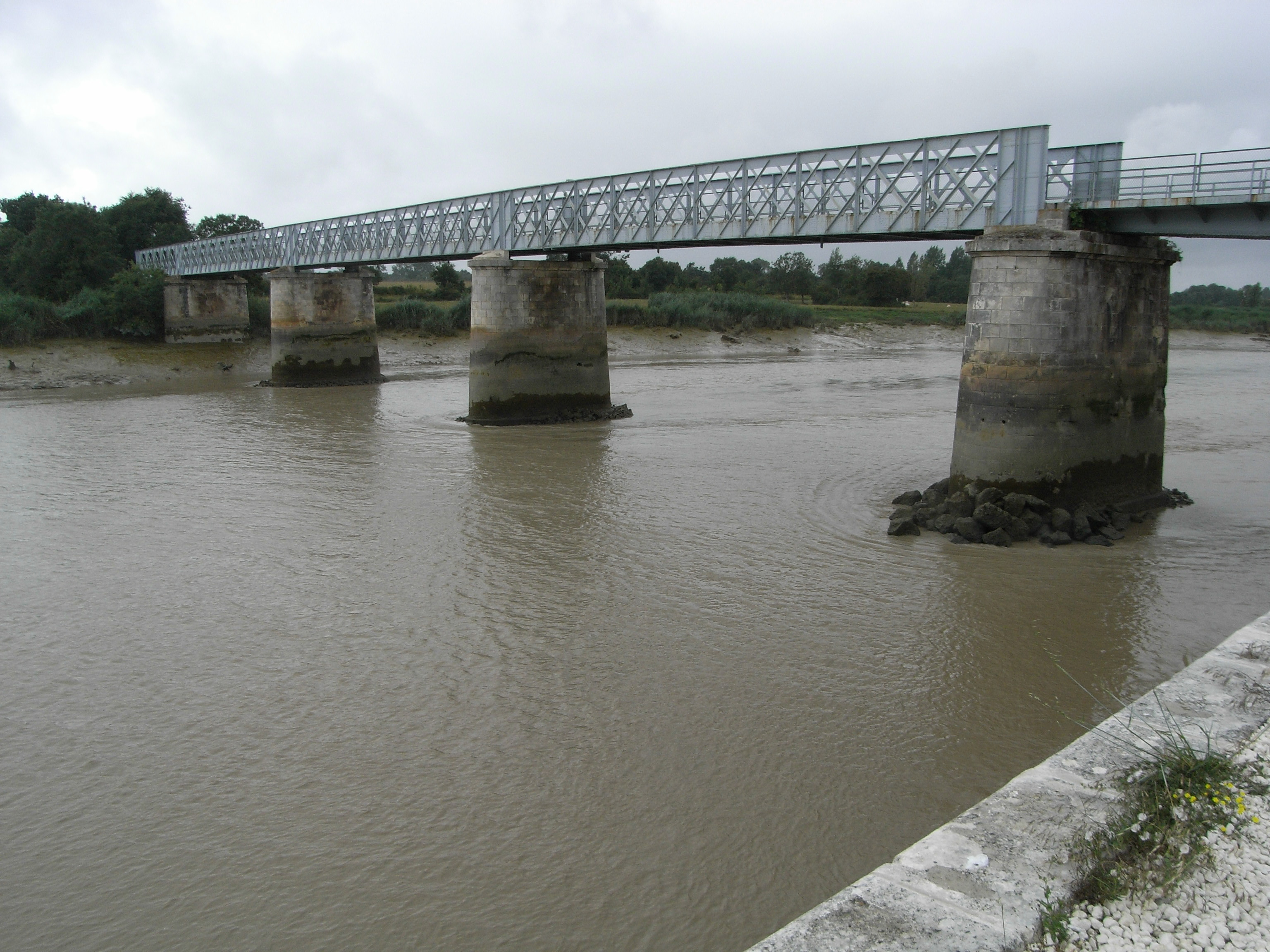
Le pont de la Cèpe.

Dans le passé, une gare de bifurcation existait sur cette ligne au PK 218,700, dont l'emplacement, un quai envahi par des herbes sauvages et quelques tilleuls sont encore visibles actuellement au bout du chemin les Petits Gatis situé le long de la voie ferrée. Un vieux panneau de signalisation sur le passage à niveau indique cet endroit oublié. Une bifurcation, au lieu-dit la Vinçonnerie en direction de Bourcefranc-le-Chapus située en amont de cette ancienne gare, existait à une époque sur cette ligne au PK 218,370 depuis Nantes et enjambait la Charente avec le pont de la Cèpe. Cette ligne à voie unique desservait Echillais, Saint-Agnant, Trizay, Saint-Just, Marennes et Bourcefranc-Le-Chapus en longeant sur une grande partie le canal de la Charente à la Seudre. L'embarcadère pour l'île d'Oléron se trouvait à proximité de la gare.
Dans les années 1960, on pouvait partir de la gare de Paris-Austerlitz et aller jusqu'au Chapus en passant par La Rochelle, Rochefort, Marennes, et enfin Le Chapus qui était le terminus de cette ligne, sans descendre du train. Cette voie ferrée (1889/1986) non rentable a été tout d'abord fermée au trafic, puis abandonnée et enfin déferrée comme beaucoup hélas, à cause du développement de l'automobile. Le tracé de cette voie ferrée a été transformé en piste cyclable (qui joint sans discontinuer Cabariot à la rive Est du canal de la Seudre à la Charente à l'Ouest de Saint-Agnant). Cette piste cyclable  s'arrête au lieu-dit Bellevue comme on peut le voir sur la carte détaillée.
C'est en 1964 que fut mis en service le pont Saint-Clément, sur la Charente, en amont de Tonnay-Charente sur la RD 137, car le pont suspendu construit en 1842 était devenu inadapté aux besoins de la circulation contemporaine.
Après une rénovation complète par le Conseil général, celui-ci sert maintenant pour le passage des cyclistes et piétons.
Cabariot est également un lieu de résidence pour les personnes travaillant à Tonnay-Charente, Rochefort, voire La Rochelle ou Saintes. La commune se transforme progressivement en commune résidentielle faisant partie de la deuxième couronne de Rochefort, étant située dans son aire urbaine.

### Communes limitrophes
|                 | Tonnay-Charente | Lussant     |
| Saint-Hippolyte | Cabariot        | Champdolent |
|                 | La Vallée       | Bords       |

## Urbanisme

### Typologie
Au 1er janvier 2024, Cabariot est catégorisée commune rurale à habitat dispersé, selon la nouvelle grille communale de densité à 7 niveaux définie par l'Insee en 2022.
Elle est située hors unité urbaine. Par ailleurs la commune fait partie de l'aire d'attraction de Rochefort, dont elle est une commune de la couronne,. Cette aire, qui regroupe 33 communes, est catégorisée dans les aires de 50 000 à moins de 200 000 habitants,.

### Occupation des sols
L'occupation des sols de la commune, telle qu'elle ressort de la base de données européenne d’occupation biophysique des sols Corine Land Cover (CLC), est marquée par l'importance des territoires agricoles (89,7 % en 2018), en diminution par rapport à 1990 (91,5 %). La répartition détaillée en 2018 est la suivante : 
terres arables (40,4 %), prairies (25,3 %), zones agricoles hétérogènes (24 %), zones urbanisées (3,9 %), forêts (3,5 %), eaux continentales (2,9 %). L'évolution de l’occupation des sols de la commune et de ses infrastructures peut être observée sur les différentes représentations cartographiques du territoire : la carte de Cassini (XVIIIe siècle), la carte d'état-major (1820-1866) et les cartes ou photos aériennes de l'IGN pour la période actuelle (1950 à aujourd'hui).

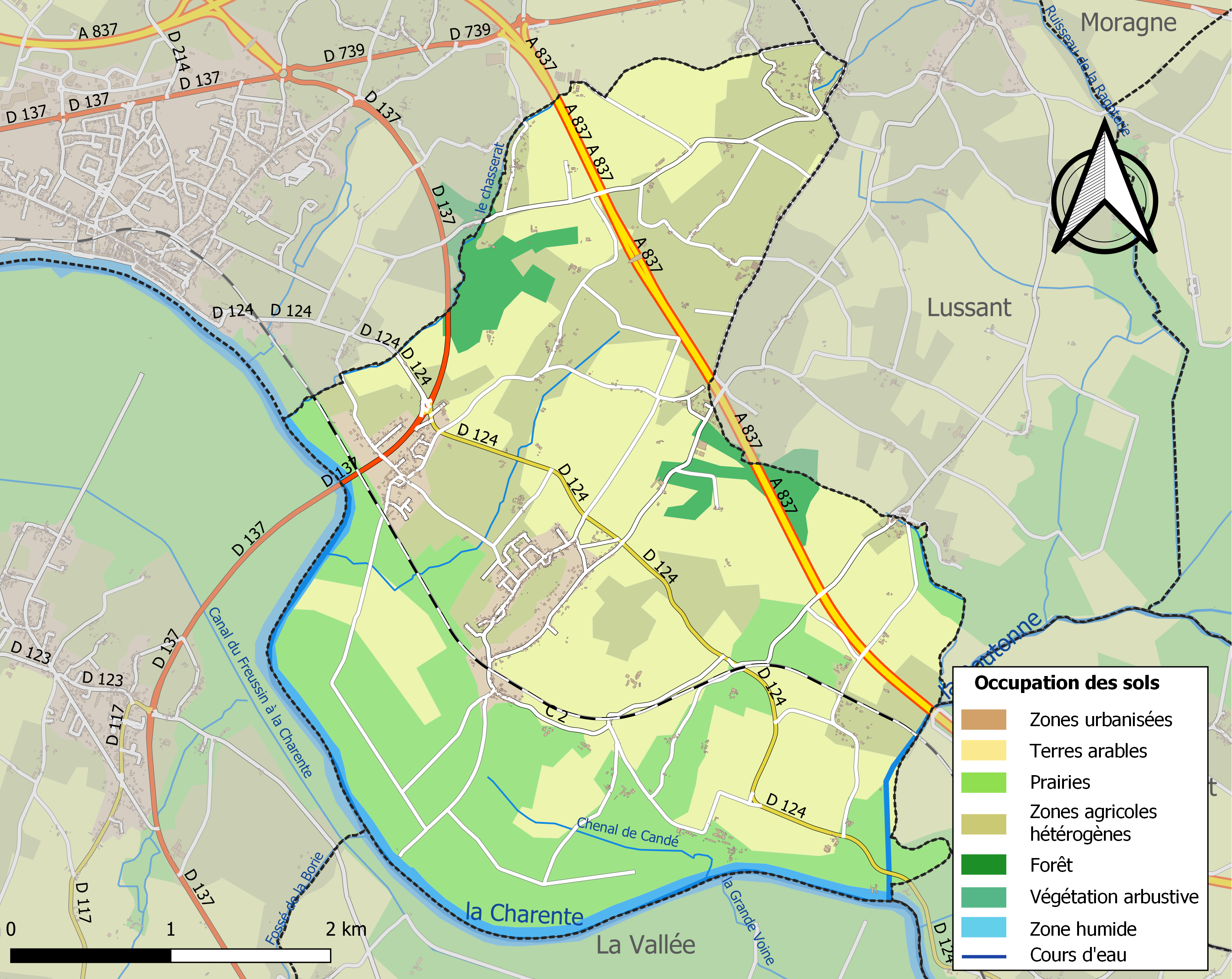
Carte des infrastructures et de l'occupation des sols de la commune en 2018 (CLC).

### Risques majeurs
Le territoire de la commune de Cabariot est vulnérable à différents aléas naturels : météorologiques (tempête, orage, neige, grand froid, canicule ou sécheresse), inondations, mouvements de terrains et séisme (sismicité modérée). Il est également exposé à un risque technologique,  le transport de matières dangereuses. Un site publié par le BRGM permet d'évaluer simplement et rapidement les risques d'un bien localisé soit par son adresse soit par le numéro de sa parcelle.

#### Risques naturels
Certaines parties du territoire communal sont susceptibles d’être affectées par le risque d’inondation par débordement de cours d'eau, notamment la Charente et la Boutonne,  et par submersion marine. La commune a été reconnue en état de catastrophe naturelle au titre des dommages causés par les inondations et coulées de boue survenues en 1982, 1993, 1999, 2010 et 2013,.

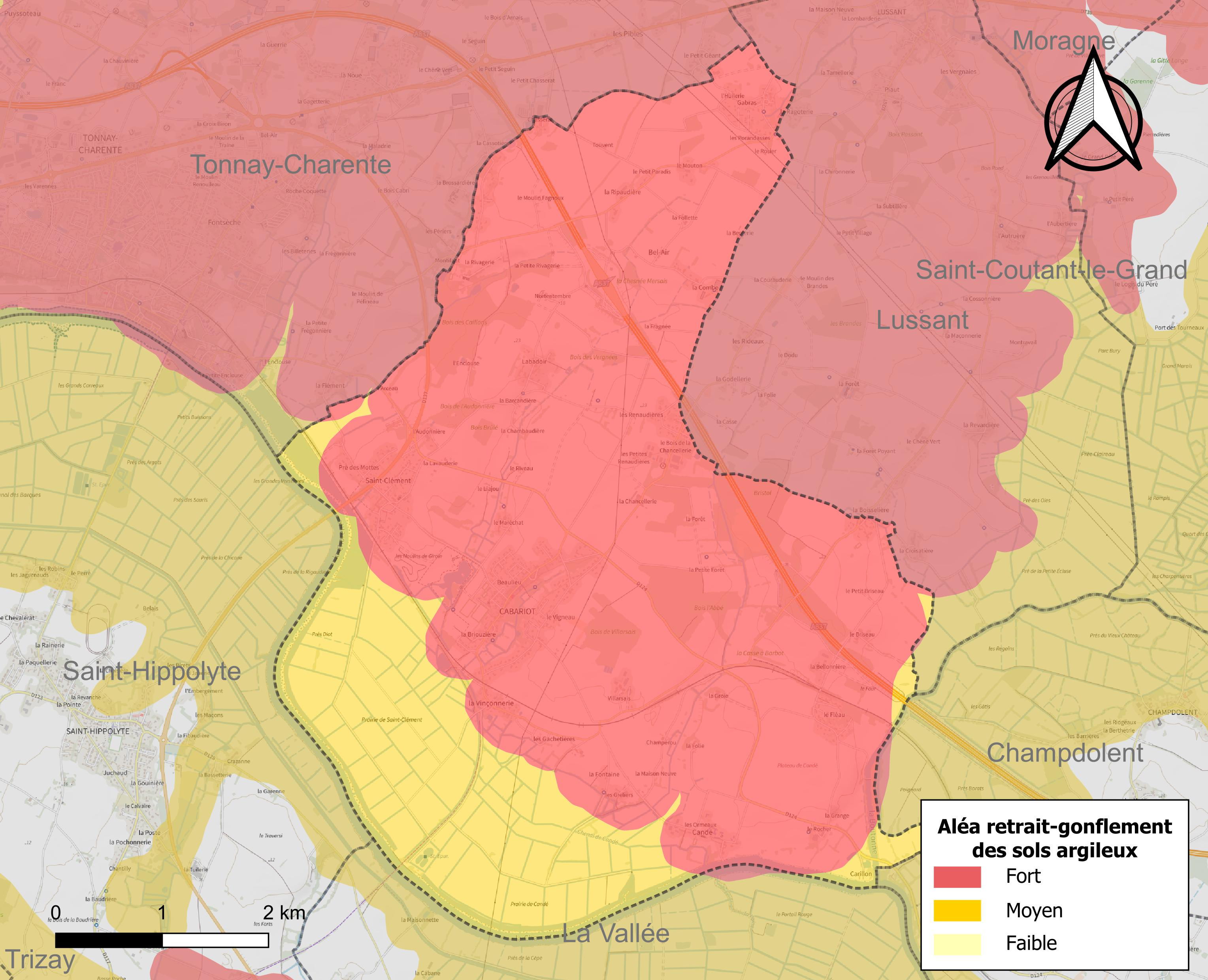
Carte des zones d'aléa retrait-gonflement des sols argileux de Cabariot.

Les mouvements de terrains susceptibles de se produire sur la commune sont des tassements différentiels.
Le retrait-gonflement des sols argileux est susceptible d'engendrer des dommages importants aux bâtiments en cas d’alternance de périodes de sécheresse et de pluie. La totalité de la commune est en aléa moyen ou fort (54,2 % au niveau départemental et 48,5 % au niveau national). Sur les 592 bâtiments dénombrés sur la commune en 2019,  592 sont en aléa moyen ou fort, soit 100 %, à comparer aux 57 % au niveau départemental et 54 % au niveau national. Une cartographie de l'exposition du territoire national au retrait gonflement des sols argileux est disponible sur le site du BRGM,.
Par ailleurs, afin de mieux appréhender le risque d’affaissement de terrain, l'inventaire national des cavités souterraines permet de localiser celles situées sur la commune.
Concernant les mouvements de terrains, la commune a été reconnue en état de catastrophe naturelle au titre des dommages causés par la sécheresse en 1989, 1991, 2003 et 2005 et par des mouvements de terrain en 1999 et 2010.

#### Risques technologiques
Le risque de transport de matières dangereuses sur la commune est lié à sa traversée par une ou des infrastructures routières ou ferroviaires importantes ou la présence d'une canalisation de transport d'hydrocarbures. Un accident se produisant sur de telles infrastructures est susceptible d’avoir des effets graves sur les biens, les personnes ou l'environnement, selon la nature du matériau transporté. Des dispositions d’urbanisme peuvent être préconisées en conséquence.

## Toponymie
L'origine du nom de Cabariot n'est pas connue.
Le toponyme de Saint-Clément a pour origine la référence à Saint Clément, patron de la paroisse.
Le toponyme de Candé a des origines celtes, Condate signifiant confluence. En effet, comme les autres Candé, Condé, Condat, etc. ceci est en lien avec la confluence proche entre la Boutonne et la Charente.

## Histoire
Le 22 novembre 1829, pendant la Restauration, une ordonnance royale regroupe les deux communes de Saint-Clément et Candé, et la commune garda le nom de Saint-Clément. Par la suite, c’est le petit village de Cabariot, mieux situé géographiquement au sein de la commune, qui est choisi comme chef-lieu. Une mairie et une école publique y sont construites.
En 1902, la commune change de nom, et c'est à partir de cette date qu'elle porte le nom de Cabariot.

## Administration

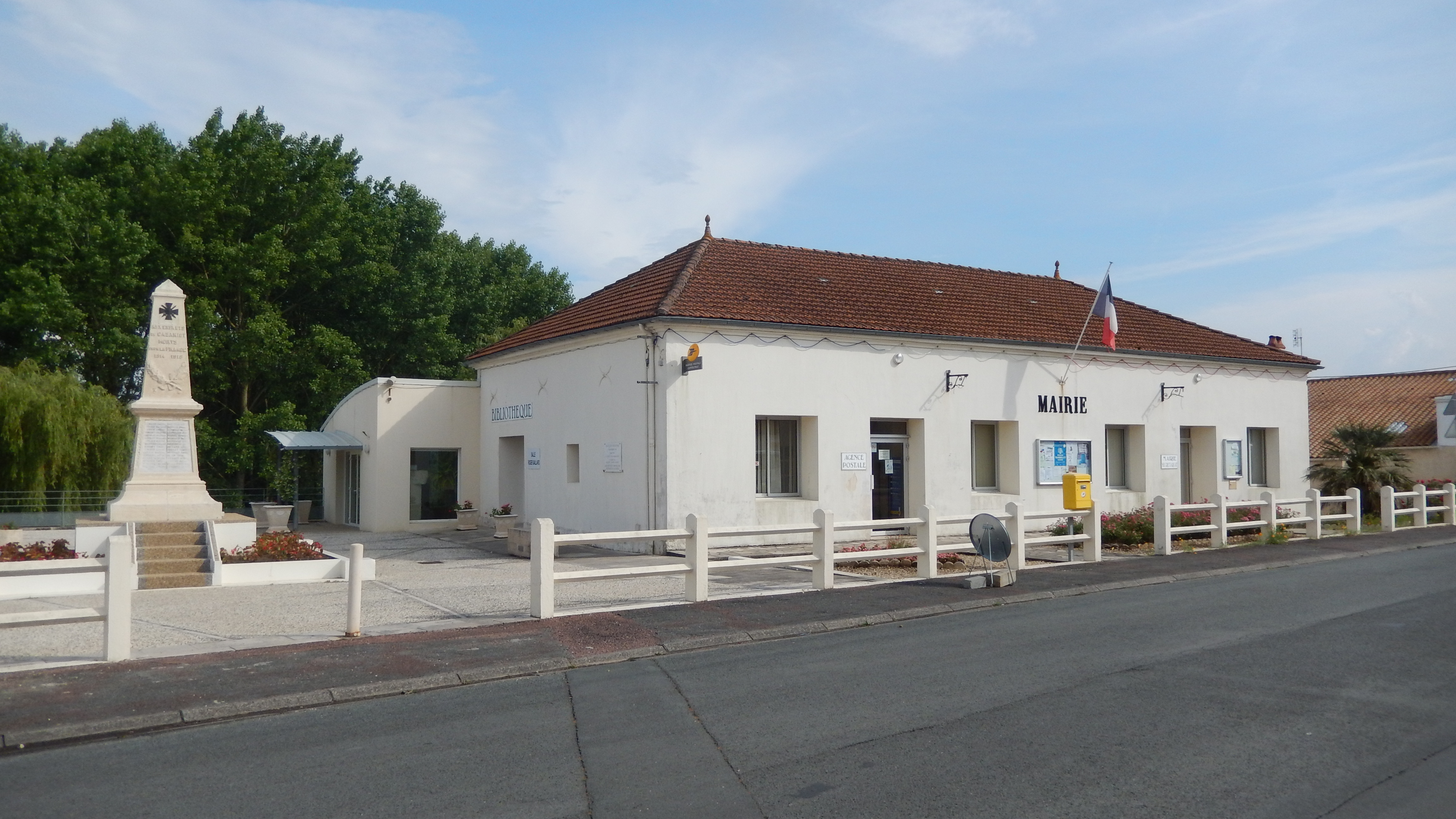
La mairie.

### Liste des maires
| Période                                  | Période  | Identité          | Étiquette            | Qualité                                                                  |
| ---------------------------------------- | -------- | ----------------- | -------------------- | ------------------------------------------------------------------------ |
| avant 1995                               | 2001     | Pierre Branger    | DVD puis RPR         | Instituteur, conseiller général du canton de Tonnay-Charente (1976-1994) |
| 2001                                     | 2020     | Claude champagne  | DVD puis UMP puis LR | Agriculteur retraité                                                     |
| 2020                                     | En cours | Christian branger | LR                   | Professeur des écoles retraité                                           |
| Les données manquantes sont à compléter. |          |                   |                      |                                                                          |

## Population et société

### Démographie

#### Évolution démographique
L'évolution du nombre d'habitants est connue à travers les recensements de la population effectués dans la commune depuis 1793. Pour les communes de moins de 10 000 habitants, une enquête de recensement portant sur toute la population est réalisée tous les cinq ans, les populations de référence des années intermédiaires étant quant à elles estimées par interpolation ou extrapolation. Pour la commune, le premier recensement exhaustif entrant dans le cadre du nouveau dispositif a été réalisé en 2004.

En 2022, la commune comptait 1 470 habitants, en évolution de +11,03 % par rapport à 2016 (Charente-Maritime : +4,04 %, France hors Mayotte : +2,11 %).
| 1793 | 1800 | 1806 | 1821 | 1831 | 1836 | 1841 | 1846 | 1851 |
| ---- | ---- | ---- | ---- | ---- | ---- | ---- | ---- | ---- |
| 345  | 260  | 256  | 455  | 801  | 799  | 837  | 791  | 869  |

| 1856 | 1861 | 1866 | 1872 | 1876 | 1881 | 1886 | 1891 | 1896 |
| ---- | ---- | ---- | ---- | ---- | ---- | ---- | ---- | ---- |
| 882  | 911  | 902  | 846  | 798  | 817  | 873  | 861  | 878  |

| 1901 | 1906 | 1911 | 1921 | 1926 | 1931 | 1936 | 1946 | 1954 |
| ---- | ---- | ---- | ---- | ---- | ---- | ---- | ---- | ---- |
| 814  | 837  | 785  | 699  | 682  | 680  | 711  | 701  | 689  |

| 1962 | 1968 | 1975 | 1982 | 1990  | 1999  | 2004  | 2006  | 2009  |
| ---- | ---- | ---- | ---- | ----- | ----- | ----- | ----- | ----- |
| 872  | 881  | 921  | 894  | 1 087 | 1 080 | 1 143 | 1 149 | 1 277 |

| 2014  | 2019  | 2022  | - | - | - | - | - | - |
| ----- | ----- | ----- | - | - | - | - | - | - |
| 1 317 | 1 386 | 1 470 | - | - | - | - | - | - |

#### Pyramide des âges
En 2018, le taux de personnes d'un âge inférieur à 30 ans s'élève à 30,1 %, soit au-dessus de la moyenne départementale (29 %). À l'inverse, le taux de personnes d'âge supérieur à 60 ans est de 31,5 % la même année, alors qu'il est de 34,9 % au niveau départemental.
En 2018, la commune comptait 683 hommes pour 681 femmes, soit un taux de 50,07 % d'hommes, largement supérieur au taux départemental (47,85 %).
Les pyramides des âges de la commune et du département s'établissent comme suit.
| Hommes | Classe d’âge | Femmes |
| ------ | ------------ | ------ |
| 1,3    | 90 ou +      | 3,2    |
| 7,8    | 75-89 ans    | 10,4   |
| 20,2   | 60-74 ans    | 20,1   |
| 20,5   | 45-59 ans    | 19,6   |
| 17,6   | 30-44 ans    | 19,1   |
| 14,7   | 15-29 ans    | 12,0   |
| 18,0   | 0-14 ans     | 15,6   |

| Hommes | Classe d’âge | Femmes |
| ------ | ------------ | ------ |
| 1,1    | 90 ou +      | 2,6    |
| 10,1   | 75-89 ans    | 12,6   |
| 22     | 60-74 ans    | 23,2   |
| 20,1   | 45-59 ans    | 19,7   |
| 16,1   | 30-44 ans    | 15,6   |
| 15,2   | 15-29 ans    | 12,7   |
| 15,4   | 0-14 ans     | 13,6   |

## Commerces et équipements

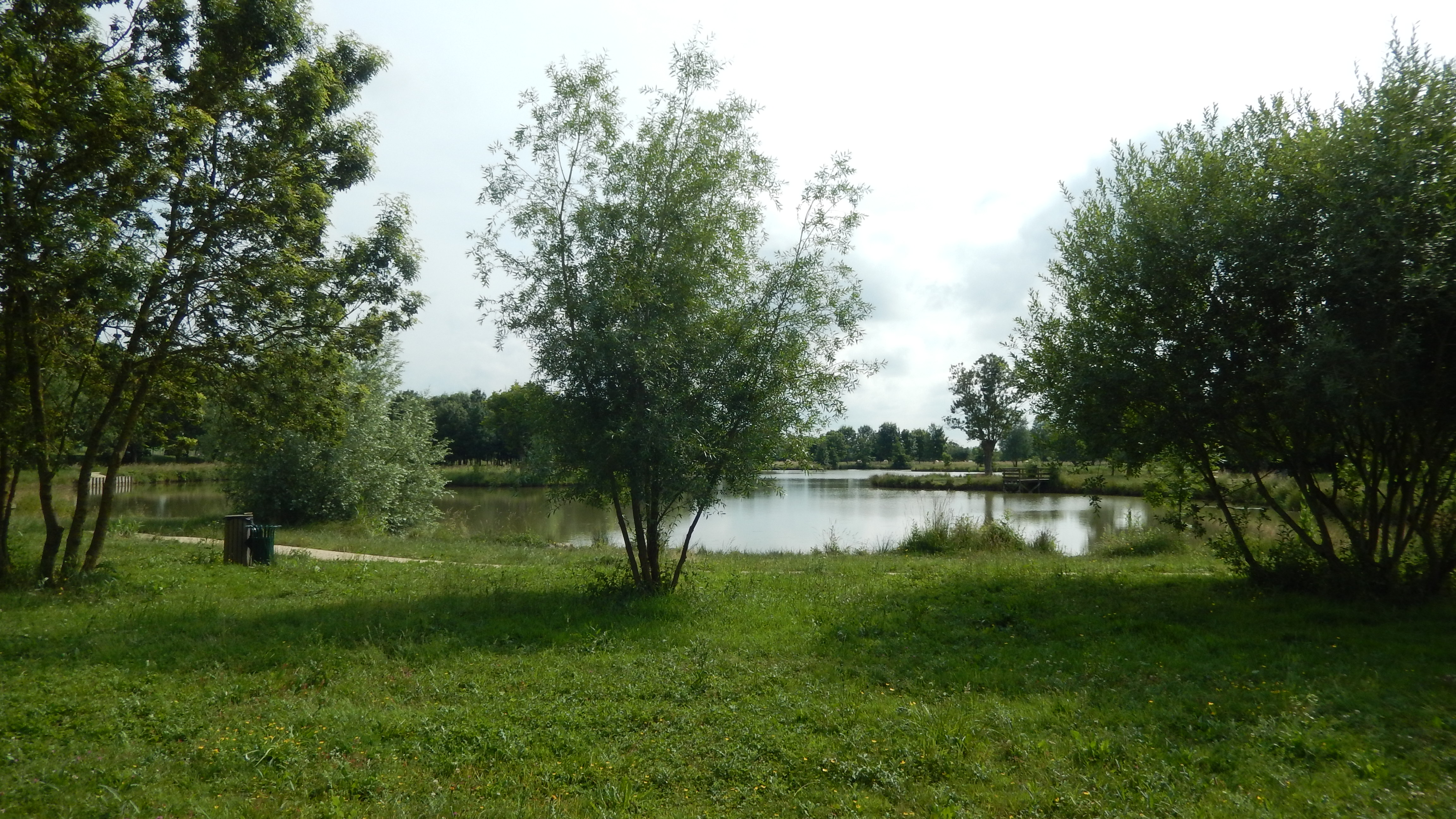
Le plan d'eau des "Moulins de Giroins", prisé des pêcheurs et des promeneurs.

- Le village possède un foyer rural (salle des fêtes), une épicerie-papeterie, une boulangerie, et un hôtel-restaurant Le Chalet.
- Une aire de jeux et de promenades a été aménagée en contrebas du village à proximité du stade avec sentier pédestre autour de l'étang des "Moulins de Giroins".

## Lieux et monuments
- L’église Saint-Clément édifiée au XIe siècle, fut reconstruite en partie au XVe siècle. Elle appartient à deux époques bien distinctes : la nef est d'origine romane, le chœur est ogival. La façade est de pur style roman, le portail est remarquable par sa voussure polylobée.

Le tympan du portail gauche offre une sculpture très intéressante qui date de 1146. Le pourtour extérieur du chœur est jalonné de modillons à têtes frisées.
- La fontaine de la Briouzière, petite fontaine carrée, couverte, derrière laquelle passe un ruisseau dans la partie sud du village de Cabariot, a été restaurée en 2004.
- Le village de Candé surplombe la Charente et sa vallée. Il doit sa création à son ancien port, par lequel transitaient les produits locaux, et était un lieu de passage entre les deux rives du fleuve au moyen d'une embarcation appelée localement une grave.
- Le cimetière de ce petit village possède des tombes anciennes. Jusqu'en 2015, une cloche, vestige d'une ancienne église aujourd'hui disparue, s'y trouvait également.

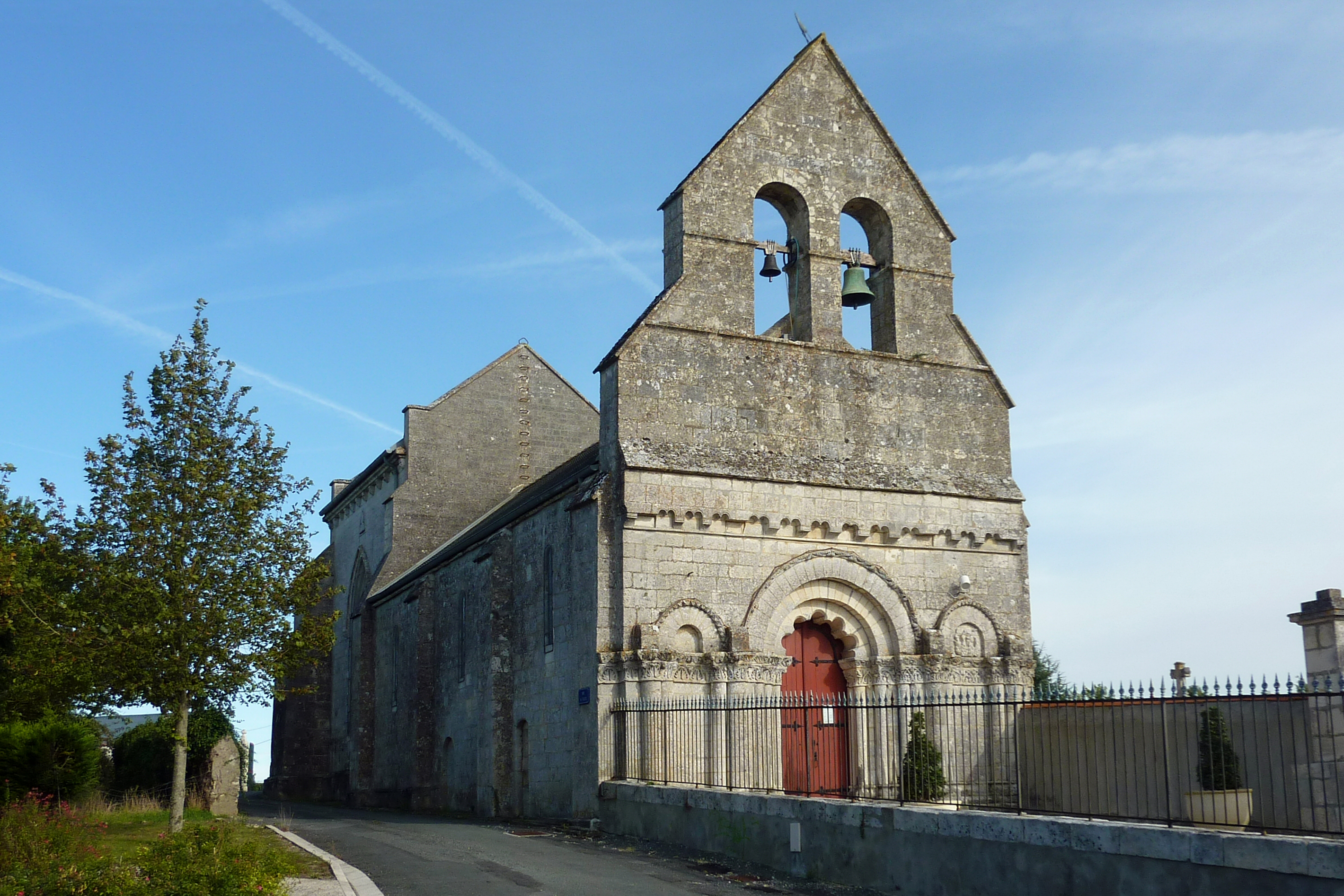
L'église Saint-Clément.
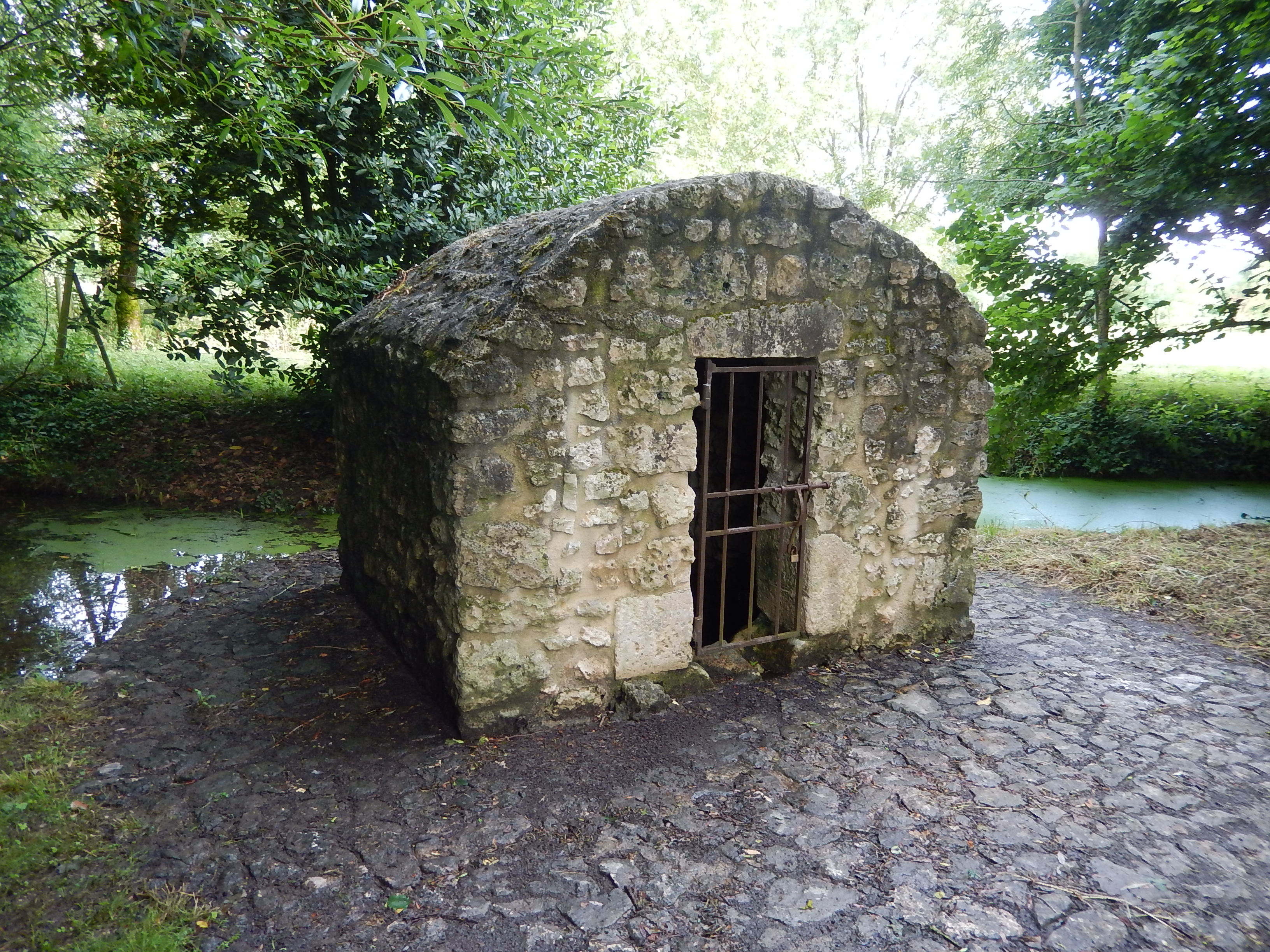
La fontaine de la Briouzière.
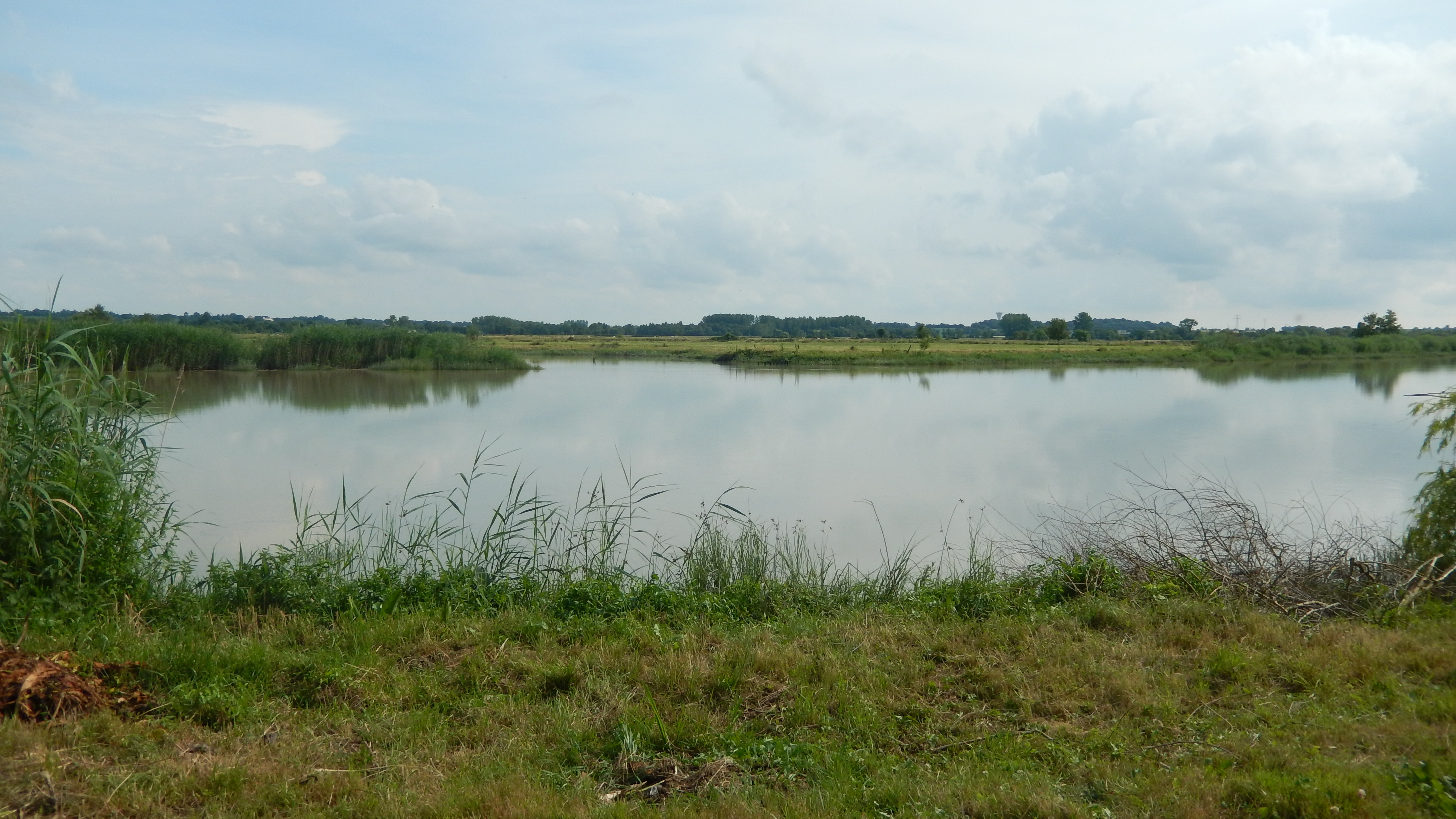
La Charente vue depuis Candé.

- La Charente, la Boutonne avec ses quelques carrelets proche du confluent et 18 km de fossés humides servant à l'évacuation des marais sont des lieux de pêche et de loisirs. 50 km de chemins ruraux et quelques sentiers pédestres permettent de faire d'agréables promenades et se détendre en écoutant et découvrant cette nature sauvage.

## Personnalités liées à la commune
- Julien Foucaud (1847 - 1904), botaniste, est né à Saint-Clément ;
- Jean-Guy Branger, homme politique, est né à Cabariot en 1935 ;
- Alain Prévost, qui interprétait le personnage « Passe-Temps » pendant 20 ans de 1990 à 2010 dans le jeu télévisé Fort Boyard, a habité le village où il tenait l'hôtel-restaurant "Chez Passe-Temps - Le Chalet",  rue des Gabares de 2008 à 2014.

## Héraldique
| Blason à dessiner | Blason  | Tiercé en pairle renversé haussé sur les flancs: au 1er de sinople à l'église du lieu d'or, au 2e de sinople au bâtiment du lieu d'or, au 3e d'azur au pont métallique de sable, posé en perspective, alésé a dextre, à trois piliers d'argent, le premier brochant et les deux autres posés sur une mer ondée et cousue de sinople, accompagné en chef à dextre d'une aigrette contournée d'argent et à senestre d'une gabarre du même habillée d'or; à trois épis de blés liés et empoignés d'or brochant en coeur sur la partition. |
| Blason à dessiner | Détails | Le statut officiel du blason reste à déterminer. |